# Tentative de coup d'État de 1981 à Bahreïn
 (mai 2023).
La tentative de coup d'État de 1981 à Bahreïn est un coup d'État raté orchestré par le Front islamique pour la libération de Bahreïn (en) qui opérait avec le soutien présumé de l'Iran. Le ministère bahreïni de l'Intérieur a arrêté 73 personnes accusées d'avoir tenté de renverser la monarchie bahreïnite et d'installer une république islamique similaire à celle de l'Iran. Le complot est considéré comme la première tentative ouverte de saper un gouvernement du golfe Persique avec une certaine aide iranienne. Le gouvernement iranien a nié toute implication.

## Tentative de coup d'État
Le coup d'État a été orchestré par 73 individus de diverses nationalités, dont 60 bahreïnis, 11 saoudiens, un koweïtien et un omanais. Les bahreïnis avaient des noms de famille associés aux chiites. Les individus avaient été entraînés en Iran, portaient des armes automatiques et certains portaient des uniformes de la police bahreïnite, prétendument fabriqués en Iran. L'Iran a nié toute implication. Selon le gouvernement de Bahreïn, un iranien avait apporté deux radios à Bahreïn pour être utilisées par les comploteurs. Les individus prévoyaient d'attaquer les bureaux du gouvernement bahreïni Dar Al Hukuma et de prendre des ministres en otage tout en prenant simultanément le contrôle du bâtiment de la radio nationale et des stations de télévision le 16 décembre, une date qui marque la fête nationale de Bahreïn (en). Trois des comploteurs ont été condamnés à perpétuité, tandis que les 70 autres ont été condamnés à des peines de prison plus légères.

## Réactions
Le gouvernement bahreïni a expulsé un certain nombre de diplomates iraniens peu après les arrestations. Les expulsions comprenaient le diplomate iranien Hassan Shushtari Zadeh, le plus haut diplomate iranien à Bahreïn à l'époque.